# Fyrd
En 'fyrd var en type tidlig angelsaksisk hær, der blev mobiliseret fra frimænd eller betalte mænd for at forsvare deres shires herres gods, eller fra udvalgte repræsentanter til at deltage i en kongelig ekspedition. Tjeneste i fyrden var normalt af kort varighed, og deltagerne forventedes selv at medbringe våben og forsyninger.
Fyrdens sammensætning udviklede sig over årene, især som reaktion på plyndringer og invasioner fra vikingerne. Forsvars- og værnepligtssystemet blev omorganiseret under kong Alfred den Store, som oprettede 33 befæstede byer (eller burhs) i sit rige Wessex. Det skattegrundlag, der krævedes for at opretholde hver by, blev fastlagt i et dokument kendt som Burghal Hidage. Hver herres jordbesiddelse blev vurderet i hides. Baseret på sin jordbesiddelse skulle han bidrage med mænd og våben til at opretholde og forsvare burhs. Manglende opfyldelse af dette krav kunne medføre strenge straffe.
I sidste ende bestod fyrden af en kerne af erfarne soldater, som blev suppleret af almindelige landsbyboere og bønder fra shires, der ledsagede deres herrer.